# Friedrich von Bülow (Verwaltungsjurist, 1868)
Friedrich August Otto Karl von Bülow (* 23. Januar 1868 in Hannover; † 11. Juni 1936 in Omechau, Oberschlesien) war ein deutscher Verwaltungsjurist.

## Leben
Als Sohn des preußischen Generalmajors Albert von Bülow studierte Friedrich von Bülow Rechtswissenschaft an der Georg-August-Universität Göttingen. Im Dreikaiserjahr schloss er sich dem Corps Bremensia Göttingen an. Nach Staatsexamen und Referendarzeit wirkte er von 1901 bis 1907 als Landrat des Kreises Herzogtum Lauenburg. In dieser Eigenschaft leitete er zugleich den Lauenburgischen Landeskommunalverband in der Provinz Schleswig-Holstein.
Von 1907 bis 1917 war er bei der Regierung in Schleswig und  der Regierung in Königsberg tätig. 1917 wurde er zum Regierungspräsidenten im Regierungsbezirk Bromberg (Provinz Posen) ernannt. Das Gebiet musste nach dem Friedensvertrag von Versailles an Polen abgetreten werden. 1919 nahm er zusätzlich das Amt des stellvertretenden Oberpräsidenten in der Provinz Posen wahr.
Von 1919 bis 1922 war er als Überleitungskommissar für die Abwicklung der deutschen Verwaltung in den an Polen gefallenen Gebietsteilen verantwortlich. Ab 1922 war er Oberpräsident der Grenzmark Posen-Westpreußen mit Sitz in Schneidemühl. Dort erwarb er sich große Verdienste beim wirtschaftlichen Wiederaufbau der durch die Grenzziehung schwer geschädigten Provinz. Im Januar 1933 ging er altersbedingt in den Ruhestand und wurde durch den Meseritzer Landrat Hans von Meibom ersetzt.
Bülow war Mitglied der DVP und ein Sympathisant der Nationalsozialisten. So verkündete er am 8. Juli 1935 auf dem Familientag der Bülows:

„Alle die großen Ideale, die der Führer dem deutschen Volke gesetzt hat, sie stammen aus alt-germanischem Erbgut und nicht zuletzt aus den tiefsten Schatzkammern des deutschen Adels. So ist der deutsche Adel dem Nationalsozialismus von Grund auf wesens- und stammverwandt.“

Bülow heiratete 1898 Irmgard Lewine Hedwig Auguste Alma Bertha Anna Hammerstein-Loxten (* 7. Dezember 1875), die Tochter des preußischen Landwirtschaftsministers Ernst von Hammerstein-Loxten.

## Auszeichnungen
- Greifenorden, Ehrenkreuz (1906)[5]